# Mount Smithson
Mount Smithson ist ein über 3000 m hoher Berg in der antarktischen Ross Dependency. Er ragt an der nördlichen Geländestufe der Prince Olav Mountains und 5 km östlich des Mount Sellery zwischen den Kopfenden des Krout- und des Harwell-Gletschers auf.
Das Advisory Committee on Antarctic Names benannte ihn 1966 nach dem britischen Mineralogen und Chemiker James Smithson (1765–1829), dessen hinterlassenes Vermögen die US-Regierung 1835 zur Gründung der Smithsonian Institution verwendete.